# Toulouse FC (1937)
Toulouse FC – francuski klub piłkarski z siedzibą w Tuluzie, funkcjonujący w latach 1937–1967.

## Historia
Toulouse Football Club został założony 20 marca 1937, przyjmując kolory: czerwony i biały, jako barwy klubowe. Już w lipcu 1937 r. uzyskał on status profesjonalny, dzięki czemu mógł uczestniczyć w rozgrywkach Division 2. W sezonie 1945/46 zajmując 2. miejsce w swojej grupie Division 2 uzyskał awans do Première Division, w której występował przez kolejnych 5 lat (do sezonu 1950/51). W sezonie 1952/53 drużyna - po raz pierwszy i jedyny - wygrała rozgrywki Division 2, wracając tym samym do Première Division. W sezonie 1954/55 zdobyła wicemistrzostwo Francji, okazując się gorszą jedynie od Stade de Reims. W 1957 r. Toulouse FC osiągnęło największy sukces w swojej historii, zdobywając Puchar Francji, po zwycięskim finale z SCO Angers 6:3.
W sezonie 1965/66 zespół zajął 4. miejsce w lidze, dzięki czemu jedyny raz w dziejach zakwalifikował się do europejskich pucharów. W kolejnym sezonie wziął zatem udział w Pucharze Miast Targowych. W pierwszej rundzie miał wolny los, a w drugiej rundzie odpadł z rumuńskim Dinamem Pitești, po zwycięstwie 3:0 w pierwszym spotkaniu u siebie i porażce 1:5 w rewanżu.
W 1967 r. klub połączył się z Red Star Paryż i przestał istnieć jako samodzielny podmiot (sprzedał wszystkich swoich piłkarzy oraz miejsce w Division 1). 25 maja 1970 utworzono w Tuluzie nowy klub – Union Sportive Toulouse, który w 1979 r. zmienił nazwę na Toulouse FC.

## Sukcesy
- Wicemistrzostwo Francji: 1954/55
- Puchar Francji: 1956/57
- Mistrzostwo Division 2: 1952/53

## Sezony wPremière Division
| Sezon     | Miejsce      |
| --------- | ------------ |
| 1946/1947 | 14.          |
| 1947/1948 | 13.          |
| 1948/1949 | 9.           |
| 1949/1950 | 4.           |
| 1950/1951 | 17. (spadek) |
| 1953/1954 | 4.           |
| 1954/1955 | 2.           |
| 1955/1956 | 7.           |
| 1956/1957 | 8.           |
| 1957/1958 | 10.          |
| 1958/1959 | 14.          |
| 1959/1960 | 5.           |
| 1960/1961 | 12.          |
| 1961/1962 | 11.          |
| 1962/1963 | 7.           |
| 1963/1964 | 5.           |
| 1964/1965 | 11.          |
| 1965/1966 | 4.           |
| 1966/1967 | 17.          |

## Trenerzy po 1945 r.
| - Henri Cammarata (1945–1947) - Edmond Enée (1947–1952) - Charles Nicolas (1952–1953) - Jules Bigot (1953–1958) | - René Pleimelding (1958–1961) - Léon Deladerrière (1961–1964) - Kader Firoud (1964–1967) |

## Reprezentanci w klubie
| - Mario Zatelli - Raymond Bellot - Raoul Diagne - Jacques Foix - Numa Andoire - Jean Laurent - Lucien Laurent - Lucien Muller - Jean Bastien | - Edmond Baraffe - Robert Mouynet - René Dereuddre - Ernest Schultz - Abdelkader Ben Bouali - Jean Wendling - Bror Mellberg - Ljubiša Stefanović |

## Europejskie puchary
Legenda do wszystkich tabel:
- Q – runda eliminacyjna, 1/16, 1/8, 1/4, 1/2 – odpowiednia faza rozgrywek, Grupa – runda grupowa, 1r gr – pierwsza runda grupowa, 2r gr – druga runda grupowa, F – finał, R – runda, PO – play-off
- k. – rzuty karne, los. – losowanie, Dogr. – dogrywka, w. – zasada bramek strzelonych na wyjeździe

| Sezon   | Rozgrywki              | Runda | Przeciwnik     | Dom | Wyjazd | Ogólnie |
| ------- | ---------------------- | ----- | -------------- | --- | ------ | ------- |
| 1966/67 | Puchar Miast Targowych | 2R    | Dinamo Pitești | 3–0 | 1–5    | 4–5     |